# Kelly Albanese
Pour les articles homonymes, voir Albanese.
Kelly Albanese est une actrice américaine née le 9 août 1977 à  Westport, Massachusetts, États-Unis.

## Biographie

### Vie privée
Kelly Albanese est mariée à Shawn Hatosy.

## Filmographie

### Cinéma
- 2003 : Deux en un : Jogger Babe #2
- 2008 : Playing with Fire : Daphne Hendron
- 2009 : Street Boss : Monica Calone
- 2019 : Love Again (Endings, Beginnings) de Drake Doremus : Lila

### Courts-métrages
- 2005 : Dear Jimmy
- 2009 : The Tab
- 2013 : Of Teaching Killer Whales Compassion
- 2016 : INFINI

### Télévision

#### Séries télévisées
- 2004 : Monk : College Girl #1
- 2006 : Desire : Cara Gamarra
- 2006 : Good Day New York (en) : elle-même (l'invitée)
- 2012 : Blackout (en) : Stacy
- 2013 : Southland : Justine
- 2014 : Reckless : La Loi de Charleston : Megan Hixon
- 2015 : Les Experts : Cyber : Adel Foster
- 2016 : Goliath : Dahlia
- 2016 : Life in Pieces : Kelly
- 2016 : Pure Genius : BH Ambassador / BH Ambassador #2
- 2016 : Shameless : Ally
- 2017 : The Fosters : Vanessa
- 2018 : Esprits criminels : Dee Montoya (saison 13, épisode 21)

#### Téléfilms
- 2016 : L'amour est là où on ne l'attend pas : Stacee Kitsford